# Arius latiscutatus
Arius latiscutatus es una especie de pez de la familia Ariidae en el orden de los Siluriformes.

## Morfología
• Los machos pueden llegar alcanzar los 70 cm de longitud total.

## Distribución geográfica
Se encuentra desde Dakar (Senegal) hasta Angola. También ha sido observado en Fernando Poo,  Gambia y el curso inferior del río Níger.